# Грозовой перевал (фильм, 1954)
«Грозовой перевал» (подлинное название «Бездны страсти») (исп. Abismos de pasión) — драма режиссёра Луиса Бунюэля 1954 года, вольная экранизация одноименного романа Эмили Бронте.

## Сюжет
Отрешённый Алехандро возвращается в места своей юности и видит возлюбленную Каталину в браке с богатым, но слабохарактерным Эдуардо. Молодой человек ненавидит брата Каталины Рикардо. Он начинает мстить. Теперь Алехандро зажиточен, он покупает дом у пьяного Рикардо становясь там полноправным хозяином.
Он мечтает сбежать с любимой Каталиной. Девушка любит его, но также в её сердце есть чувство к Эдуардо. Каталина беременна и не может убежать с Алехандро. Она хочет, чтобы молодой человек остался добрым соседом, но страстный и неистовый Алехандро решается мстить и возлюбленной. Он добивается любви Изабель, впечатлительной молодой сестры Эдуардо…

## В ролях
- Ирасема Дилиан  — Каталина
- Хорхе Мистраль[англ.] — Алехандро
- Лилия Прадо[англ.] — Изабель
- Эрнесто Алонсо — Эдуардо
- Франсиско Рейгера[англ.] — Хосе
- Ортенсия Сантовенья — Мария
- Хайме Гонсалес Киньонес — Хорхе
- Луис Асевес Кастаньеда — Рикардо